# 大衛·詹保羅
大卫·安东尼·詹保罗（1958年—）是总部位于伦敦的投资者俱乐部 Pi Capital 的首席执行官，也是全球健康和健身行业的著名企业家。《泰晤士报》和其他报纸称他为“伦敦社交最广泛的人”。他与其他人合作创办了多家大型企业，并在这些企业董事会任职，例如 Fitness First、24 Hour Fitness、Zumba和 GlobalFit。2007 年，《每日电讯报》把他列为居住在英国的最有影响力的美国人之一。

## 早期生活与职业生涯
詹保罗出生于佛罗里达州迈阿密市，童年在佛罗里达州荷李活市度过。他的父亲身兼数职，如记者、爵士乐音乐家及赛马场播音员。詹保罗就读于库珀市中学，16 岁时辍学。他相信自己肯定能够成为一名符合其意大利移民家庭特别是他父亲工作理念的企业家。
15 岁时，詹保罗在当地社区创办了一家草坪切割公司，随着公司的发展，他雇用了两个朋友来帮忙。后来，他开始从事重量训练行业，并成为当地健身房的教练。他在 17 岁那年以 3000 美元的价格卖掉了草坪切割公司，并用这笔钱成立了一家针对健身爱好者的小型健身房。他的客户中有三位是在附近合伙开诊所的有钱医生。在接受《理财周报》采访时，詹保罗这样描述他们：“一位医生说：‘这个地方简直就是垃圾场，太热了。为什么不搬到更大的场所经营？’我直接了当地说：‘给我钱，我就搬。’他说：‘好，就这么定了’。”在接下来的两年里，这三位医生支持詹保罗开办了两家健康俱乐部，并投资 50000 美元购置了当时最流行的诺德士健身器材。

## 健身俱乐部
1984 年，在卖掉了最早创办的三家健身房后，詹保罗加入了健康连锁俱乐部—芝加哥健康俱乐部（当时归 Bally Fitness 所有）。1987 年，Bally 选派詹保罗去英国创办并主管其第一家分公司 Barbican Health and Fitness Centre。1988 年，詹保罗写信给威尔士王妃戴安娜，盛情邀请她出席 Barbican 俱乐部的开业典礼。戴安娜王妃欣然接受了此次邀请，以此为内容的新闻报道帮助 Barbican 打造成为英国最早的高级健康会所。
1989 年，詹保罗离开 Barbican Health and Fitness，并筹集到 300 万英镑来创办 Espree Leisure，随后在伦敦建立了两家健康俱乐部。1991 年，詹保罗创立了 Forza，这是一家欧洲运动器材经销商，销售 Reebok 和 Cybex 等多种品牌的健身器材。1998 年，他和马克·马斯特洛夫共同创办了—Fitness Holdings Europe，这是一家由私募股权融资支持的投资公司，目的是公开收购小型连锁欧洲健康俱乐部。2000 年，Fitness Holdings Europe 被 24-Hour Fitness Chain 收购。2001 年，詹保罗离开 24-Hour Fitness，开始着手对投资者俱乐部 Pi Capital 进行“管理层购入”（Management Buy In，简称 MBI），这笔交易最终于 2002 年完成。

## Pi Capital
詹保罗是 Pi Capital 的主要股东和首席执行官。
Pi 的成员包括来自英国和世界各地商界的企业家和董事长/首席执行官。安德鲁·戴维森在《星期日泰晤士报》上撰文将 Pi 成员描述为“来自英国的精英企业，[联合]出资并提供经营之道来支持羽翼未丰企业的发展。”詹保罗和内部顾问团队首先筛选投资对象，然后再告知其他成员。詹保罗为 Pi 确定 300 名成员。他和他的合作伙伴根据相同条款和平等自愿加入原则共同投资。Pi 亦投资于基金，这些基金为封闭式基金或只接受邀请，或财务准入门槛超出单个 Pi 成员的门槛。Pi 与 Apax、BC Partners、Cinven 和 Alchemy Partners 合作投资。2013 年，ABRY Partners 抢先 Pi Capital 一步对 Thomsons Online Benefits 进行投资，这笔交易使 Thomsons 被卖到约 1 亿英镑。
报道援引詹保罗的话说，有钱的投资者“对依靠第三方来进行投资的方式持怀疑态度。他们对银行推出的产品不感兴趣，因为此类产品通常要投入大笔费用而且投资预期不得而知。”他把 Pi 称为“保守的投资者”。
《独立报》2007 年报道，自詹保罗实现“管理层收购”（Management Buyout，简称MBO）后，Pi 成员的投资超过 1.5 亿英镑。在接管 PI Capital 之后，詹保罗想到把会员俱乐部理念带入其中，并通过每月安排有关智能和金融主题的探讨活动来营造沙龙气氛。早先的发言者包括比尔·克林顿、马丁·索瑞尔爵士（WPP 首席执行官）和鲍达民（麦肯锡公司全球总裁）。2012 年 9 月，詹保罗在《金融时报》上发表评论：“智能资本是关注的焦点。”这篇文章将 Pi Capital 的活动与伦敦的非金融沙龙活动进行比较，如 14-10 俱乐部、Intelligence Squared 和 5x15 讲座系列的活动。
在詹保罗的领导下，Pi Club 也开始参加慈善活动。

## 经营理念
《金融时报》援引詹保罗的话说，他认为企业家不应该假装成功，而应勇于拥抱失败：“最优秀的企业家会大胆自豪地谈论失败。”

## 个人生活
自 1987 年以来，詹保罗一直住在英国。他是青年总裁组织 (YPO) 和首席执行官组织（YPO 的独立毕业生组织）的成员。詹保罗还是国际健康、网球及体育俱乐部协会的前董事会成员。
对他一生影响最重要的四个人是：比尔·克林顿、戴维·彼得雷乌斯、科林·鲍威尔和他的父亲。业余爱好包括健身、喝酒和旅游。
2013 年 5 月，詹保罗成为 Pro Bono Economics 的赞助者，这家非营利性组织通过为慈善机构搭建经济专家团队，为其提供志愿服务。